# Hoya kingdonwardii
Hoya kingdonwardii är en oleanderväxtart som beskrevs av Ping Tao Li. Hoya kingdonwardii ingår i släktet Hoya och familjen oleanderväxter. Inga underarter finns listade i Catalogue of Life.